# Bude
Bude (Bud em córnico) é uma cidade da Cornualha. Sua popuação é de 9.242 habitantes.